# Mantoida schraderi
Mantoida schraderi är en bönsyrseart som beskrevs av Rehn 1951. Mantoida schraderi ingår i släktet Mantoida och familjen Mantoididae. Inga underarter finns listade i Catalogue of Life.